# صبری بومله ها
صبری بومله‌ها (انگلیسی: Sabri Boumelaha؛ زادهٔ ۲۱ سپتامبر ۱۹۸۹) بازیکن فوتبال اهل فرانسه است.
از باشگاه‌هایی که در آن بازی کرده‌است می‌توان به باشگاه فوتبال تون و باشگاه فوتبال بازل اشاره کرد.
وی همچنین در تیم ملی فوتبال الجزایر بازی کرده‌است.